# NGC 5261
NGC 5261 (другие обозначения — ZWG 45.67, NPM1G +05.0394, PGC 48360) — галактика в созвездии Дева.
Этот объект входит в число перечисленных в оригинальной редакции «Нового общего каталога».